# Железник
Железник је приградско насеље у граду Београду, у општини Чукарица. По подацима из 2002. године, Железник је имао 20.851 становника.
Налази у централном делу општине Чукарица, на око 16 km југозападно од центра Београда. Кроз село протичу Железничка река, Читачки поток и поток Ђериз. У Железнику постоји извор Света Петка за који мештани тврде да је лековит. Преслава Железника је Света Тројица која се празнује 50 дана после Васкрса.

## Нови Железник
Потпуно ново насеље саграђено источно од фабрике Иво Лола Рибар, на северозападу Железника. Распоред улица је правоугаон, за разлику од села. Овде постоји дом здравља, пошта, пијаца и трговинска зона. На истоку је стадион ФК Железник Београд.

## Привреда
Индустрија Иво Лола Рибар, која се специјализовала за израду великих машина, и даље представља најзначајнију привредну грану у Железнику. Основана је 1947. године, а почетком 21. века је приватизована. Због ове индустрије у Железнику постоји школа за машинство и металургију, Техничка школа Железник.
Железник има железничку станицу у близини железничког чвора Макиш.

## Историја

### Стари век
Насеље Железник је једно од најстаријих у околини Београда. Најстарија људска насеобина која се налазила у атару данашњег Железника може се датовати у 2. или 3. век нове ере, пошто је приликом изградње фабрике „Иво Лола Рибар” на локалитету Калеми пронађен римски саркофаг. Натпис са саркофага на латинском језику нам даје сведочанство о борављењу старих Римљана на простору данашњег Железника. Сам споменик је из II века нове ере и односи се на Римском легионара, касније Римског цара Клаудије II Готски, у помоћном одреду легије је била стационирана и његова жена Луцилу. Археолози сматрају да се у Железнику налазила Римско утврђење где се вадило сребро и железо.
Податак о топионицама као и самом разлогу за име Железник налази се у делу Аустријанца Феликса Каница „Србија-земља и становништво од римског доба до краја XIX века”. Каниц је написао да само име Железника, места које лежи нешто западније (од Авале), и остаци тамошњих великих топионица указују на некадашњу производњу железа. У народном предању постоји још једна теорија о преради железа, по којој је руда вађена у Сремчици, на локалитету Провалија, а у Железнику је топљена.

### Средњи век
Историја Железника у периоду од 3. до 15. века се за сада може само генерално реконструисати уз историју Београда. Иако је први писани помен о селу тек из 1528. године, на основу материјалних остатака, топонима и пронађеног старог новца, може се рећи да је у атару данашњег села постојала насеобина од 13 века, а да су је наизменично насељавали Мађари и Срби.
Железник се после пада Србије под османску власт 1459. године налазио на самој граници између угарског Београда и турског Жрнова на Авали, практично на ничијој земљи, све до 1521. године када је Сулејман I освојио Београд. У катастарским пописима Београда и околине из 1528. године налази се и село Сухи Железник, предак данашњег Железника. Сухи Железник је заузимао простор од Чукарице, преко Макиша, до Остружнице и граничио се са ливадом Макиш на обали реке Саве, а са друге стране су била села Дрењска и Доња Остружница, док је само село било вероватно на узвишенијем месту уз данашњу улицу Иво Лоле Рибара.
У попису из 1560. године налази се још један значајни податак везан за историју Железника. То је сведочанство о постојању некадашњег манастира Превелика који се први пут помиње у овом попису. Поуздано се може рећи да је манастир саграђен у периоду између 1536. и 1560. године и да је највероватније порушен током Великог бечког рата 1683—1699. године.

### Нови век
У периоду аустријске владавине (1717—1739) опет се у писаним документима помиње село Железник. Најзначајнији податак налазимо у извештају егзарха Максима Ратковића из 1733. године, у ком се помиње село Железник и црква која је саграђена годину дана раније.
Из Турско-аустријског рата (1788—1791) остала је запамћена битка у којој је одред „фрајкора” под вођством капетана Радича Петровића и Влајка Стојковића (највероватније жарковачког кнеза) разбио Турке код Кучук-Хусеинове воденице, у близини Железника, где су Срби посекли 40 турских глава.
Организатори и вође Првог српског устанка у Железнику били су браћа Арсеније и Ђорђе Миловановић Гузоња који су у то време били једни од чувенијих људи у околини Београда. Ђорђе је учествовао у свим припремама за устанак, на Остружничкој скупштини 1804. године и на преговорима са дахијама код аустријског генерала Женеја. Највећи показатељ колико је поверења Карађорђе имао у њега, јесте његово именовање за надзиратеља града београдског. У служби је остао да 21. септембра 1813. године. За време борављења у Београду, озидао је на Дорћолу једну лепу чесму, која се звала Гузоњина чешма. Ђорђе Миловановић је погинуо 1817. године на Руднику (сматра се да је ликвидиран по налогу кнеза Милоша).
У самом Железнику и његовој околини у прве две године устанка било је много сукоба, а у марту 1804. године дахија Мула Јусуф је током једног испада из Београда погубио шесторо мештана. Следеће године крџалија Алија Гушанац је спалио село, док се једна од већих битака, у којима су учествовали и тадашњи устаници из Железника, одиграла се код Белих Вода 1806. године.
Устаници из Железника и Остружнице су такође узели учешће у Другом српском устанку и окупљали су се у војску капетана Николе Станковића из Остружнице, а логор им се налазио у непосредној близини Железника. Задатак им је био да пазе на кретање Турака из Београда и на Обреновац. Устаници из Железника и Остружнице учествовали су у ослобађању Палежа (Обреновца) заједно са устаницима кнеза Милоша и Јовице Милутиновића.

#### Железник у Србији
Административном поделом Железник је у Милошевој Србији остао у саставу Београдске нахије и Посавске кнежине све до 1830. године. Сретењским уставом из 1835. године и новом административном поделом, Железник је припао Посавском срезу, а новом поделом из 1856. године припао је срезу Врачарском. Као веће село у срезу Железник је имао своју општину од 1839/40. године, изузев у два наврата крајем 19. века, када је одлуком министра унутрашњих послова укинута Железничка општина и формирана јединствена Жарковачка, састављена од три села: Жарково, Железник и Кнежевац.
Мештани Железника су такође били учесници Српско-турског рата. Ниш и Врање су ослободили борци из Шумадијског корпуса у којем је било и доста војника из Железника и околних места, под командом генерала Јована Белимарковића.
Село Железник дало је 214 жртава у Балканским ратовима и Првом светском рату. У периоду од октобра 1915. до 1918. године Железник је био под аустријском окупацијом, а приликом првог упада Аустријанаца у Железник у новембру 1914. године у заробљеништво је одведено скоро све мушко што се затекло у селу. Од њих 124 само се тридесетак вратило из заробљеништва. Највише их је било интернирано у логор Нежидер и нешто мање у Недмеђер и још неке логоре у Аустрији и Немачкој. Свим погинулим борцима и жртвама рата, 1919. године подигнут је споменик у порти железничке цркве Светог краља Стефана Дечанског.
Железник је по други пут био окупиран 1941. године од стране Нацистичке Немачке. Окупација је трајала до ослобођења у октобру 1944. године којег су донеле партизанске јединице и Црвена армија. У овом рату Железник је дао 53 жртве из редова НОБ-а, 17 из Равногорског покрета, једног у војсци Краљевине Југославије, док су 4 мештана стрељана након завршетка рата.
У рату у бившој Југославији 1991—1995. године који је водио на простору бивше СФРЈ и за време ваздушних удара НАТО снага на СР Југославију 1999. погинуло је осморо становника.

## Градски саобраћај
До насеља се линијама гсп-а може стићи:
- Линија 54 МЗ Макиш — Миљаковац 1[3]
- Линија 55 Звездара — Стари Железник[4]
- Линија 58 Железничка станица /Панчевачки мост/ — Нови Железник[5]
- Линија 88 Земун /Кеј ослобођења/ — Нови Железник[6]
- Линија 511 Београд на води — Сремчица[7]
- Линија 512 Баново брдо — Сремчица /Насеље Горица/[8]
- Линија 521 Видиковац — Железник /Тарaиш/[9]
- Линија 522 Нови Железник — Милорада Ћирића — Нови Железник[10]
- Линија 511Н Трг Републике — Сремчица[11]

## Демографија
Број кућа по годинама:
- 1530 — 14
- 1536 — 23
- 1560 — 19
- 1780 — 20
- 1820 — 67
- 1830 — 84
- 1866 — 116
- 1900 — 198
- 1914 — 250

Број становника по годинама:
- 1900 — 1.562
- 1921 — 1.987
- 1961 — 10.727
- 1971 — 16.912
- 1981 — 19.731
- 2002 — 20.851
- 2011 — 21.735

### Велике породице у селу
- Панићи — славе Светог Стефана
- Првуловићи — славе Светог Николу
- Праизовићи
- Гајићи
- Станковићи
- Лукићи — славе Светог Николу
- Јанковићи — славе Светог Николу
- Марковићи
- Крстовићи
- Танасијевићи
- Крстићи
- Војиновићи
- Поповићи — Славе Светог Јован Крститељ
- Златановићи — славе Архангела Михаила
- Станојловићи — славе Светог Георгија
- Пејковићи — славе Архангела Михаила
- Јакшићи — славе Светог Николу
- Сарићи — славе Светог Архангела Михаила
- Чановићи — славе Светог Архангела Михаила (пореклом са Косова)
- Крезовићи - славе светог Јована Крститеља ( порекло из Босне потомци Кулина Бана)
- Станојевићи -- славе Светог Архангела Михаила